# Katy Perry/Auszeichnungen für Musikverkäufe

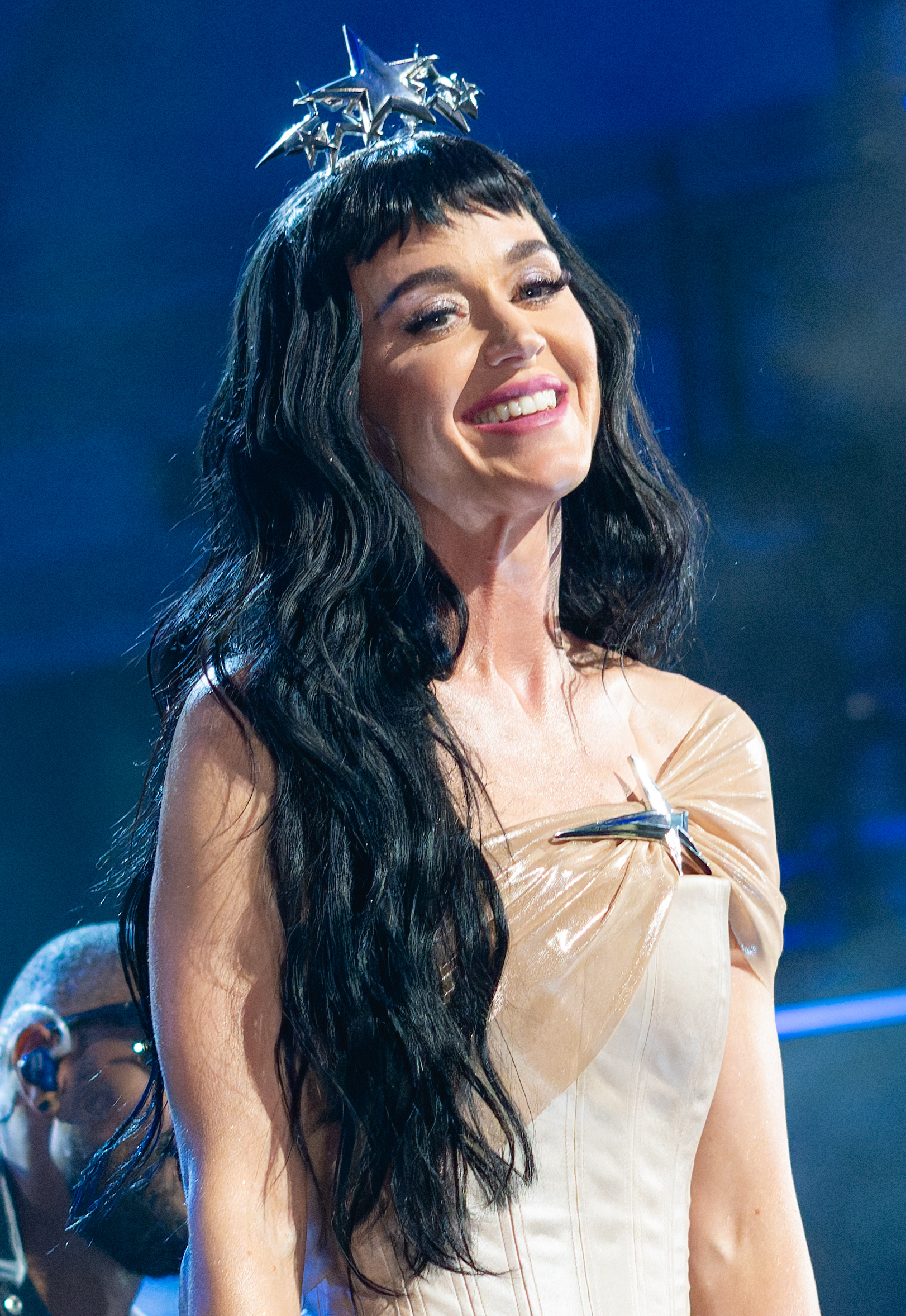
Katy Perry (2024)

Dies ist eine Übersicht über die Auszeichnungen für Musikverkäufe für die US-amerikanische Pop-Sängerin Katy Perry. Die Auszeichnungen finden sich nach ihrer Art (Gold, Platin usw.), nach Staaten getrennt in chronologischer Reihenfolge, geordnet sowie nach den Tonträgern selbst, ebenfalls in chronologischer Reihenfolge, getrennt nach Medium (Alben, Singles usw.), wieder.

## Auszeichnungen
| - Vereinigtes Königreich - 2015: für die Single Waking Up in Vegas - 2016: für die Single This Is How We Do - 2020: für die Single Thinking of You - 2023: für die Single When I’m Gone - 2024: für die Single Harleys in Hawaii - 2024: für die Single Daisies - 2025: für die Single Rise - Argentinien - 2013: für das Album Teenage Dream - Australien - 2009: für das Lied One Of The Boys - 2009: für die Autorenbeteiligung I Do Not Hook Up (Kelly Clarkson) - 2017: für das Album Witness - 2020: für die Single Small Talk - 2021: für die Single Who You Love - 2023: für die Single Hummingbird Heartbeat - 2023: für die Single Walking on Air - 2025: für die Single Cozy Little Christmas - 2025: für die Single Not Like The Movies - Belgien - 2008: für die Single I Kissed a Girl - 2009: für das Album One Of The Boys - 2009: für die Single Hot n Cold - 2010: für die Single California Gurls - 2011: für die Single Firework - 2011: für das Album Teenage Dream - 2013: für die Single Roar - 2014: für die Single Dark Horse - 2017: für die Single Chained to the Rhythm - Brasilien - 2024: für die Single Hey Hey Hey - 2024: für die Single Not the End of the World - 2024: für die Single Peacock - 2024: für die Single Electric - 2024: für das Lied Resilient - 2024: für das Lied Tucked - 2024: für die Single Never Worn White - 2024: für das Lied Legendary Lovers - 2025: für die Single I’m His, He’s Mine - Chile - 2012: für das Album Teenage Dream - Dänemark - 2011: für das Streaming Firework - 2011: für das Streaming Last Friday Night (T.G.I.F.) - 2012: für die Single E.T. - 2012: für das Streaming Wide Awake - 2013: für die Single Roar - 2014: für das Streaming Unconditionally - 2014: für das Streaming This Is How We Do - 2021: für die Single Who You Love - 2021: für das Album Witness - 2022: für die Single Never Really Over - 2022: für die Single The One That Got Away - 2023: für die Single Swish Swish - Deutschland - 2011: für die Single Teenage Dream - 2011: für die Single E.T. - 2014: für das Album Prism - 2018: für die Single Last Friday Night (T.G.I.F.) - 2018: für die Single Unconditionally - 2018: für die Autorenbeteiligung Black Widow (Iggy Azalea) - 2020: für die Single Swish Swish - 2023: für die Single Bon Appétit - 2023: für die Single Part of Me - 2023: für die Single The One That Got Away - 2023: für die Single If We Ever Meet Again - Finnland - 2020: für die Single Never Really Over - Frankreich - 2009: für die Single I Kissed a Girl - 2017: für die Single Bon Appétit - 2017: für das Album Witness - 2018: für die Single Swish Swish - 2025: für die Single Harleys in Hawaii - GCC - 2010: für das Album Teenage Dream - Irland - 2014: für das Album Prism - Italien - 2011: für die Single If We Ever Meet Again - 2011: für die Single Teenage Dream - 2012: für die Single Part of Me - 2014: für das Album One of the Boys - 2014: für die Single The One That Got Away - 2014: für die Single This Is How We Do - 2015: für die Single Birthday - 2017: für die Single Rise - 2017: für die Single Swish Swish - 2019: für die Single Never Really Over - 2021: für das Album Witness - 2023: für die Single When I’m Gone - Japan - 2011: für die Single California Gurls (Mobile Downloads) - 2011: für die Single California Gurls (Downloads) - 2011: für das Album Teenage Dream - 2018: für die Single Firework (Digital) - Kanada - 2010: für die Autorenbeteiligung I Do Not Hook Up (Kelly Clarkson) - 2011: für den Ringtone Firework - 2011: für den Ringtone Teenage Dream - 2017: für die Single Bon Appétit - 2024: für die Single Smile - Mexiko - 2013: für die Single California Gurls - 2013: für die Single Last Friday Night (T.G.I.F.) - 2013: für die Single Teenage Dream - 2013: für die Single The One That Got Away - 2013: für die Single Wide Awake - 2013: für die Single E.T. - 2013: für die Single Part of Me - 2019: für die Single Never Really Over - 2020: für die Single Harleys in Hawaii - Neuseeland - 2010: für die Single Waking Up in Vegas - 2015: für die Single Birthday - 2015: für die Single Walking on Air - 2018: für das Album Witness - 2021: für die Single Bon Appétit - 2024: für das Album Smile - Niederlande - 2011: für das Album Teenage Dream - 2018: für das Album Witness - Norwegen - 2014: für die Autorenbeteiligung Black Widow (Iggy Azalea) - 2020: für die Single Bon Appétit - 2020: für die Single Swish Swish - 2021: für die Single 365 - 2021: für die Single Birthday - 2021: für die Single Harleys in Hawaii - 2021: für die Single Rise - 2021: für die Single Small Talk - Österreich - 2017: für das Album Witness - 2024: für die Single Wide Awake - 2024: für die Single Unconditionally - 2024: für die Single Never Really Over - 2024: für die Single Chained to the Rhythm - Polen - 2021: für die Single 365 - 2023: für das Album Smile - 2023: für die Single When I’m Gone - 2024: für die Single Bon Appétit - Portugal - 2020: für die Single Firework - 2022: für die Single Dark Horse - Schweden - 2009: für das Album One of the Boys - 2011: für die Single Teenage Dream - 2014: für die Single Birthday - Schweiz - 2010: für die Single If We Ever Meet Again - 2011: für das Album Teenage Dream - 2011: für die Single Firework - 2012: für die Single Last Friday Night (T.G.I.F.) - 2014: für das Album Prism - Spanien - 2011: für die Single If We Ever Meet Again - 2014: für das Streaming Black Widow (Iggy Azalea) - 2014: für die Autorenbeteiligung Black Widow (Iggy Azalea) - 2014: für das Streaming Roar - 2024: für die Single California Gurls - 2024: für die Single Never Really Over - 2024: für die Single Unconditionally - 2024: für die Single Swish Swish - 2024: für die Single When I’m Gone - 2024: für die Single Part of Me - 2024: für die Single Teenage Dream - Vereinigte Staaten - 2011: für die Autorenbeteiligung Teenage Dream (Glee Cast) - 2014: für die Single Ur So Gay - 2019: für die Single Not Like The Movies - 2021: für die Single Who You Love - 2022: für die Single Daisies - 2023: für die Single When I’m Gone - 2023: für das Album Witness - 2023: für die Single Harleys in Hawaii - 2024: für die Single Smile - 2024: für das Album Smile - Vereinigtes Königreich - 2022: für die Single Unconditionally - 2023: für die Single Cozy Little Christmas - 2024: für das Album Witness - 2025: für die Single Birthday - 2025: für die Single Bon Appétit - Zentralamerika - 2017: für das Album Witness | - Australien - 2010: für die Single If We Ever Meet Again - 2014: für die Autorenbeteiligung Black Widow (Iggy Azalea) - 2023: für die Single Bon Appétit - 2023: für die Single Daisies - 2023: für die Single Harleys in Hawaii - 2023: für die Single Thinking of You - 2025: für die Single 365 - 2025: für die Single Peacock - 2025: für die Single Smile - Belgien - 2017: für die Single Feels - Brasilien - 2009: für das Lied One Of The Boys - 2009: für die Single Ur So Gay - 2009: für die Single Thinking of You - 2009: für die Single Hot n Cold (Rock Version) - 2009: für die Single Waking Up in Vegas - 2009: für die Single I Kissed a Girl (Jason Nevins Funkrokr Extended Mix) - 2015: für das Videoalbum The Prismatic World Tour - 2017: für das Album Witness - 2024: für die Single Rise - 2024: für die Single Smile - 2024: für die Single Small Talk - 2024: für die Single Birthday - 2024: für die Single Teenage Dream - 2025: für die Single Woman’s World - 2025: für die Single Lifetimes - Dänemark - 2013: für das Streaming Part of Me - 2014: für das Streaming Black Widow (Iggy Azalea) - 2019: für das Album Prism - 2021: für die Single Chained to the Rhythm - 2021: für die Single California Gurls - 2022: für die Single Firework - 2022: für die Single Last Friday Night (T.G.I.F.) - 2024: für die Single Teenage Dream - 2025: für die Single Part of Me - Deutschland - 2011: für die Single California Gurls - 2018: für die Single Firework - 2023: für die Single Feels - 2023: für die Single Chained to the Rhythm - Ecuador - 2015: für das Album Prism - Europa - 2009: für das Album One of the Boys - 2011: für das Album Teenage Dream - Finnland - 2008: für die Single Hot n Cold - 2009: für die Single I Kissed a Girl - 2020: für das Album Witness - Frankreich - 2017: für die Single Chained to the Rhythm - Irland - 2008: für das Album One Of The Boys - Italien - 2011: für die Single California Gurls - 2011: für die Single E.T. - 2011: für die Single Last Friday Night (T.G.I.F.) - 2014: für die Single Unconditionally - 2014: für die Single Wide Awake - 2017: für die Single Bon Appétit - 2019: für die Autorenbeteiligung Black Widow (Iggy Azalea) - 2021: für das Album Prism - 2021: für die Single Hot n Cold - 2023: für die Single I Kissed a Girl - Kanada - 2009: für die Single Thinking of You - 2011: für den Ringtone California Gurls - 2017: für die Single Swish Swish - 2023: für die Single Peacock - 2024: für die Single Harleys in Hawaii - 2024: für die Single Daisies - 2024: für das Album Smile - 2025: für die Single 365 - Kolumbien - 2012: für das Album Teenage Dream - Mexiko - 2012: für das Album Teenage Dream - 2017: für das Album Witness - 2018: für die Single Bon Appétit - Neuseeland - 2010: für die Single If We Ever Meet Again - 2011: für die Single E.T. - 2015: für die Single This Is How We Do - 2015: für die Single Starstrukk - 2018: für die Single Chained to the Rhythm - 2020: für die Single Never Really Over - 2022: für die Single Unconditionally - 2024: für die Single Swish Swish - Niederlande - 2015: für das Album Prism - Norwegen - 2015: für die Single This Is How We Do - 2020: für die Single Unconditionally - 2020: für die Single Never Really Over - 2020: für das Album Witness - 2021: für das Album Smile - 2021: für die Single I Kissed a Girl - Österreich - 2008: für die Single I Kissed a Girl - 2009: für die Single Hot n Cold - 2009: für das Album One of the Boys - 2022: für die Single Feels - 2024: für das Album Teenage Dream - 2024: für die Single The One That Got Away - 2024: für die Single Teenage Dream - 2024: für die Single Part of Me - 2024: für die Single Last Friday Night (T.G.I.F.) - 2024: für die Single E.T. - 2024: für die Single Cozy Little Christmas - Peru - 2015: für das Album Prism - Philippinen - 2012: für das Album Teenage Dream - Polen - 2020: für die Single Never Really Over - 2023: für das Album Witness - 2023: für die Single Swish Swish - 2023: für die Single Chained to the Rhythm - 2024: für die Single Harleys in Hawaii - Portugal - 2019: für die Single Feels - 2022: für die Single Never Really Over - Schweden - 2009: für die Single I Kissed a Girl - 2010: für die Single California Gurls - 2011: für die Single Firework - 2011: für das Album Teenage Dream - 2014: für die Single This Is How We Do - 2014: für das Album Prism - 2022: für die Single Chained to the Rhythm - 2023: für die Single Unconditionally - 2023: für die Single Part of Me - Schweiz - 2009: für das Album One of the Boys - 2009: für die Single Hot n Cold - 2010: für die Single California Gurls - 2017: für die Single Feels - Singapur - 2019: für das Album Prism - 2019: für das Album Teenage Dream - Spanien - 2009: für die Single I Kissed a Girl - 2010: für die Single Hot n Cold - 2014: für das Streaming Dark Horse - 2017: für die Single Chained to the Rhythm - 2017: für die Single Feels - 2024: für die Single Firework - 2024: für die Single The One That Got Away - 2024: für die Single Last Friday Night (T.G.I.F.) - Vereinigte Staaten - 2014: für die Single Peacock - 2014: für die Single Thinking of You - 2015: für die Single Birthday - 2017: für die Single Rise - 2018: für die Single Swish Swish - 2021: für die Single Never Really Over - 2022: für die Single Cozy Little Christmas - 2022: für die Single Bon Appétit - Vereinigtes Königreich - 2013: für das Videoalbum Katy Perry: Part of Me - 2014: für das Album Prism - 2015: für die Single Starstrukk - 2017: für die Single E.T. - 2017: für die Single Chained to the Rhythm - 2018: für die Autorenbeteiligung Black Widow (Iggy Azalea) - 2021: für die Single Swish Swish - 2021: für die Single Part of Me - 2021: für die Single If We Ever Meet Again - 2021: für die Single Never Really Over - 2023: für die Single Wide Awake - Deutschland - 2013: für das Album One of the Boys - 2018: für die Single Roar - 2018: für die Single Hot n Cold - 2018: für die Single Dark Horse - Mexiko - 2013: für die Single Firework - Schweiz - 2009: für die Single I Kissed a Girl | - Australien - 2010: für die Single Starstrukk - 2016: für das Videoalben The Prismatic World Tour - 2023: für die Single Swish Swish - 2023: für die Single Waking Up in Vegas - 2025: für die Single Rise - Brasilien - 2012: für das Album Teenage Dream - 2023: für die Single When I’m Gone - 2024: für die Single Cry About It Later - 2024: für die Single California Gurls - 2024: für die Single Daisies - 2024: für die Single I Kissed a Girl - 2024: für die Single 365 - Dänemark - 2008: für die Single Hot n Cold - 2013: für das Streaming Roar - 2014: für das Streaming Dark Horse - 2023: für das Album One Of The Boys - 2024: für die Single Feels - 2024: für das Album Teenage Dream: The Complete Confection - 2025: für das Album Teenage Dream - Deutschland - 2025: für das Album Teenage Dream - Frankreich - 2012: für das Album One of the Boys - 2012: für das Album Teenage Dream - Indien - 2019 für das Album Teenage Dream - Indonesien - 2015: für das Album Prism - Irland - 2012: für das Album Teenage Dream - Italien - 2013: für die Single Firework - 2014: für die Single Roar - 2017: für die Single Chained to the Rhythm - 2017: für die Single Feels - 2023: für das Album Teenage Dream - Kanada - 2009: für den Ringtone Hot n Cold - 2014: für die Autorenbeteiligung Black Widow (Iggy Azalea) - 2017: für die Single If We Ever Meet Again - 2023: für die Single Waking Up in Vegas - 2023: für die Single Starstrukk - 2023: für die Single Birthday - 2023: für die Single This Is How We Do - 2024: für das Album Witness - Mexiko - 2015: für die Single Dark Horse - Neuseeland - 2013: für die Single Wide Awake - 2023: für die Single Part of Me - 2024: für das Album One of the Boys - Norwegen - 2020: für die Single Chained to the Rhythm - 2020: für die Autorenbeteiligung Black Widow (Iggy Azalea) - 2021: für das Album One of the Boys - Österreich - 2024: für die Single Roar - 2024: für die Single Firework - 2024: für die Single Dark Horse - 2024: für die Single California Gurls - Peru - 2018: für das Album Witness - Polen - 2015: für das Album Prism - Schweden - 2015: für die Autorenbeteiligung Black Widow (Iggy Azalea) - Spanien - 2024: für die Single Dark Horse - 2024: für die Single Roar - Thailand - 2015: für das Album Prism - Vereinigte Staaten - 2011: für die Single Waking Up in Vegas - 2017: für die Single Unconditionally - 2019: für die Single This Is How We Do - 2019: für die Single Chained to the Rhythm - 2023: für die Single Starstrukk - Vereinigtes Königreich - 2013: für das Album One of the Boys - 2021: für die Single I Kissed a Girl - 2022: für die Single Hot n Cold - 2023: für die Single Last Friday Night (T.G.I.F.) - 2023: für die Single Teenage Dream - 2024: für die Single The One That Got Away - Deutschland - 2023: für die Single I Kissed a Girl - Mexiko - 2014: für die Single Roar - Australien - 2019: für das Album One of the Boys - 2023: für die Single This Is How We Do - 2025: für die Single Birthday - Brasilien - 2024: für die Single The One That Got Away - 2024: für die Autorenbeteiligung Black Widow (Iggy Azalea) - 2024: für die Single Last Friday Night (T.G.I.F.) - Chile - 2012: für das Album One Of The Boys - Dänemark - 2008: für die Single I Kissed a Girl - Indien - 2019: für das Album Prism - 2019: für das Album Witness - Italien - 2014: für die Single Dark Horse - Kanada - 2018: für die Single Chained to the Rhythm - 2023: für die Single Unconditionally - 2024: für die Single Never Really Over - Kolumbien - 2015: für das Album Prism - Neuseeland - 2024: für die Single The One That Got Away - 2024: für die Single Hot n Cold - 2024: für die Single I Kissed a Girl - Norwegen - 2021: für die Single California Gurls - 2021: für die Single Hot n Cold - Österreich - 2017: für das Album Prism - Polen - 2019: für die Single Feels - Schweden - 2017: für die Single Feels - Vereinigte Staaten - 2020: für die Single Feels - 2022: für das Album One of the Boys - Vereinigtes Königreich - 2025: für die Single Dark Horse - 2025: für die Single California Gurls - 2025: für die Single Feels - Australien - 2023: für die Single Never Really Over - 2023: für die Single Unconditionally - 2025: für die Single Chained to the Rhythm - Neuseeland - 2016: für die Single Dark Horse - 2023: für die Single Feels - 2024: für die Single Last Friday Night (T.G.I.F.) - 2025: für die Single Teenage Dream - 2025: für die Single California Gurls - Norwegen - 2021: für die Single Feels - 2021: für die Single Firework - 2021: für die Single Last Friday Night (T.G.I.F.) - Philippinen - 2015: für das Album Prism - Schweden - 2014: für die Single Roar - 2014: für die Single Dark Horse - Vereinigtes Königreich - 2025: für die Single Firework - Mexiko - 2015: für das Album Prism - 2021: für die Single Feels - Kanada - 2024: für das Album One of the Boys - Neuseeland - 2022: für das Album Prism - 2025: für die Single Firework - Norwegen - 2021: für das Album Prism - 2021: für das Album Teenage Dream - 2021: für die Single Dark Horse - Vereinigte Staaten - 2018: für die Single Wide Awake - 2022: für das Album Prism - 2022: für die Single Part of Me - 2022: für die Single The One That Got Away - 2023: für die Autorenbeteiligung Black Widow (Iggy Azalea) - Vereinigtes Königreich - 2025: für die Single Roar - Australien - 2023: für das Album Prism - 2023: für die Single Feels - 2024: für die Single E.T. - Kanada - 2009: für den Ringtone I Kissed a Girl - 2023: für die Single Feels - 2023: für die Single Part of Me - 2024: für die Single Wide Awake - Neuseeland - 2016: für die Single Roar - Portugal - 2010: für das Album Teenage Dream - Vereinigte Staaten - 2018: für die Single Last Friday Night (T.G.I.F.) - 2018: für die Single I Kissed a Girl - Vereinigtes Königreich - 2024: für das Album Teenage Dream - Australien - 2023: für das Album Teenage Dream - 2025: für die Single Part of Me - 2025: für die Single The One That Got Away - 2025: für die Single Wide Awake - Kanada - 2009: für die Single I Kissed a Girl - 2023: für die Single E.T. - 2025: für die Single The One That Got Away - Kanada - 2024: für das Album Prism - Norwegen - 2021: für die Single Roar - Vereinigte Staaten - 2019: für die Single Hot n Cold - Australien - 2025: für die Single I Kissed a Girl - Kanada - 2024: für die Single Teenage Dream - 2024: für die Single Hot n Cold - Australien - 2025: für die Single Hot n Cold - Neuseeland - 2025: für das Album Teenage Dream - Australien - 2025: für die Single Last Friday Night (T.G.I.F.) - 2025: für die Single Teenage Dream - 2025: für die Single California Gurls - Vereinigte Staaten - 2018: für die Single Dark Horse - Vereinigte Staaten - 2020: für die Single Firework - Australien - 2025: für die Single Dark Horse - Vereinigte Staaten - 2024: für die Single Roar - Australien - 2025: für die Single Firework - Australien - 2025: für die Single Roar - Brasilien - 2015: für das Album Prism - 2018: für die Single Swish Swish - 2021: für die Single Feels - 2024: für die Single Hot n Cold - 2024: für die Single Wide Awake - 2024: für die Single Bon Appétit - 2024: für die Single Never Really Over - 2024: für die Single Firework - 2024: für die Single Chained to the Rhythm - 2024: für die Single E.T. - 2024: für die Single Unconditionally - 2024: für die Single Part of Me - 2024: für die Single This Is How We Do - 2024: für die Single Harleys in Hawaii - Frankreich - 2017: für die Single Feels - Kanada - 2023: für die Single Dark Horse - 2023: für die Single Firework - 2023: für das Album Teenage Dream - 2023: für die Single Roar - 2024: für die Single Last Friday Night (T.G.I.F.) - 2024: für die Single California Gurls - Vereinigte Staaten - 2023: für die Single California Gurls - 2024: für die Single Teenage Dream - 2024: für die Single E.T. - 2024: für das Album Teenage Dream - Brasilien - 2024: für die Single Roar - Brasilien - 2024: für die Single Dark Horse |

## Auszeichnungen nach Alben

### One of the Boys
| Land/Region                  | Auszeichnungen für Musikverkäufe (Land/Region, Auszeichnung, Verkäufe) | Verkäufe    |
| ---------------------------- | ---------------------------------------------------------------------- | ----------- |
| Australien (ARIA)            | 3× Platin                                                              | 210.000     |
| Belgien (BRMA)               | Gold                                                                   | 15.000      |
| Chile (IFPI)                 | 3× Platin                                                              | 45.000      |
| Dänemark (IFPI)              | 2× Platin                                                              | 40.000      |
| Deutschland (BVMI)           | 3× Gold                                                                | 300.000     |
| Europa (IFPI)                | Platin                                                                 | (1.000.000) |
| Frankreich (SNEP)            | 2× Platin                                                              | 200.000     |
| Irland (IRMA)                | Platin                                                                 | 15.000      |
| Italien (FIMI)               | Gold                                                                   | 25.000      |
| Kanada (MC)                  | 5× Platin                                                              | 400.000     |
| Neuseeland (RMNZ)            | 2× Platin                                                              | 30.000      |
| Norwegen (IFPI)              | 2× Platin                                                              | 40.000      |
| Österreich (IFPI)            | Platin                                                                 | 20.000      |
| Schweden (IFPI)              | Gold                                                                   | 20.000      |
| Schweiz (IFPI)               | Platin                                                                 | 30.000      |
| Vereinigte Staaten (RIAA)    | 3× Platin                                                              | 3.000.000   |
| Vereinigtes Königreich (BPI) | 2× Platin                                                              | 718.000     |
| Insgesamt                    | 4× Gold · 29× Platin ·                                                 | 5.008.000   |

### MTV Unplugged
| Land/Region               | Auszeichnungen für Musikverkäufe (Land/Region, Auszeichnung, Verkäufe) | Verkäufe |
| ------------------------- | ---------------------------------------------------------------------- | -------- |
| Vereinigte Staaten (RIAA) | —                                                                      | 63.000   |
| Insgesamt                 | —                                                                      | 63.000   |

### Teenage Dream
| Land/Region                  | Auszeichnungen für Musikverkäufe (Land/Region, Auszeichnung, Verkäufe) | Verkäufe    |
| ---------------------------- | ---------------------------------------------------------------------- | ----------- |
| Argentinien (CAPIF)          | Gold                                                                   | 20.000      |
| Australien (ARIA)            | 7× Platin                                                              | 490.000     |
| Belgien (BRMA)               | Gold                                                                   | 15.000      |
| Brasilien (PMB)              | 2× Platin                                                              | 80.000      |
| Chile (IFPI)                 | Gold                                                                   | 7.500       |
| Dänemark (IFPI)              | 2× Platin · + 2× Platin (The Complete Confection)                      | 80.000      |
| Deutschland (BVMI)           | 2× Platin                                                              | 400.000     |
| Europa (IFPI)                | Platin                                                                 | (1.000.000) |
| Frankreich (SNEP)            | 2× Platin                                                              | 200.000     |
| Golf-Kooperationsrat (IFPI)  | Gold                                                                   | 3.000       |
| Indien (IMI)                 | 2× Platin                                                              | 60.000      |
| Irland (IRMA)                | 2× Platin                                                              | 30.000      |
| Italien (FIMI)               | 2× Platin                                                              | 100.000     |
| Japan (RIAJ)                 | Gold                                                                   | 100.000     |
| Kanada (MC)                  | Diamant                                                                | 800.000     |
| Kolumbien (ASINCOL)          | Platin                                                                 | 10.000      |
| Mexiko (AMPROFON)            | Platin                                                                 | 60.000      |
| Neuseeland (RMNZ)            | 10× Platin                                                             | 150.000     |
| Niederlande (NVPI)           | Gold                                                                   | 25.000      |
| Norwegen (IFPI)              | 5× Platin                                                              | 100.000     |
| Österreich (IFPI)            | Platin                                                                 | 20.000      |
| Philippinen (PARI)           | Platin                                                                 | 20.000      |
| Portugal (AFP)               | 6× Platin                                                              | 120.000     |
| Schweden (IFPI)              | Platin                                                                 | 40.000      |
| Schweiz (IFPI)               | Gold                                                                   | 15.000      |
| Singapur (RIAS)              | Platin                                                                 | 10.000      |
| Vereinigte Staaten (RIAA)    | Diamant                                                                | 10.000.000  |
| Vereinigtes Königreich (BPI) | 6× Platin                                                              | 1.800.000   |
| Insgesamt                    | 7× Gold · 57× Platin · 2× Diamant ·                                    | 13.755.500  |

### Prism
| Land/Region                  | Auszeichnungen für Musikverkäufe (Land/Region, Auszeichnung, Verkäufe) | Verkäufe  |
| ---------------------------- | ---------------------------------------------------------------------- | --------- |
| Australien (ARIA)            | 6× Platin                                                              | 420.000   |
| Brasilien (PMB)              | Diamant                                                                | 160.000   |
| Dänemark (IFPI)              | Platin                                                                 | 20.000    |
| Deutschland (BVMI)           | Gold                                                                   | 100.000   |
| Ecuador (SOPROFON)           | Platin                                                                 | 6.000     |
| Frankreich (SNEP)            | —                                                                      | 140.000   |
| Indien (IMI)                 | 3× Platin                                                              | 90.000    |
| Indonesien (ASIRI)           | 2× Platin                                                              | 20.000    |
| Irland (IRMA)                | Gold                                                                   | 7.500     |
| Italien (FIMI)               | Platin                                                                 | 50.000    |
| Kanada (MC)                  | 8× Platin                                                              | 640.000   |
| Kolumbien (ASINCOL)          | 3× Platin                                                              | 30.000    |
| Mexiko (AMPROFON)            | 9× Gold                                                                | 270.000   |
| Neuseeland (RMNZ)            | 5× Platin                                                              | 75.000    |
| Niederlande (NVPI)           | Platin                                                                 | 40.000    |
| Norwegen (IFPI)              | 5× Platin                                                              | 100.000   |
| Österreich (IFPI)            | 3× Platin                                                              | 45.000    |
| Peru (UNIMPRO)               | Platin                                                                 | 6.000     |
| Philippinen (PARI)           | 4× Platin                                                              | 60.000    |
| Polen (ZPAV)                 | 2× Platin                                                              | 40.000    |
| Schweden (IFPI)              | Platin                                                                 | 40.000    |
| Schweiz (IFPI)               | Gold                                                                   | 15.000    |
| Singapur (RIAS)              | Platin                                                                 | 10.000    |
| Thailand (TECA)              | 2× Platin                                                              | 20.000    |
| Vereinigte Staaten (RIAA)    | 5× Platin                                                              | 5.000.000 |
| Vereinigtes Königreich (BPI) | Platin                                                                 | 300.000   |
| Insgesamt                    | 4× Gold · 60× Platin · 1× Diamant ·                                    | 6.974.500 |

### Witness
| Land/Region                  | Auszeichnungen für Musikverkäufe (Land/Region, Auszeichnung, Verkäufe) | Verkäufe  |
| ---------------------------- | ---------------------------------------------------------------------- | --------- |
| Australien (ARIA)            | Gold                                                                   | 35.000    |
| Brasilien (PMB)              | Platin                                                                 | 40.000    |
| Dänemark (IFPI)              | Gold                                                                   | 10.000    |
| Finnland (IFPI)              | Platin                                                                 | 20.000    |
| Frankreich (SNEP)            | Gold                                                                   | 50.000    |
| Indien (IMI)                 | 3× Platin                                                              | 90.000    |
| Italien (FIMI)               | Gold                                                                   | 25.000    |
| Kanada (MC)                  | 2× Platin                                                              | 160.000   |
| Mexiko (AMPROFON)            | Platin                                                                 | 60.000    |
| Neuseeland (RMNZ)            | Gold                                                                   | 7.500     |
| Niederlande (NVPI)           | Gold                                                                   | 20.000    |
| Norwegen (IFPI)              | Platin                                                                 | 20.000    |
| Österreich (IFPI)            | Gold                                                                   | 7.500     |
| Peru (UNIMPRO)               | 2× Platin                                                              | 12.000    |
| Polen (ZPAV)                 | Platin                                                                 | 20.000    |
| Vereinigte Staaten (RIAA)    | Gold                                                                   | 500.000   |
| Vereinigtes Königreich (BPI) | Gold                                                                   | 100.000   |
| Zentralamerika (CFC)         | Gold                                                                   | 5.000     |
| Insgesamt                    | 10× Gold · 12× Platin ·                                                | 1.182.000 |

### Smile
| Land/Region               | Auszeichnungen für Musikverkäufe (Land/Region, Auszeichnung, Verkäufe) | Verkäufe |
| ------------------------- | ---------------------------------------------------------------------- | -------- |
| Kanada (MC)               | Platin                                                                 | 80.000   |
| Neuseeland (RMNZ)         | Gold                                                                   | 7.500    |
| Norwegen (IFPI)           | Platin                                                                 | 20.000   |
| Polen (ZPAV)              | Gold                                                                   | 10.000   |
| Vereinigte Staaten (RIAA) | Gold                                                                   | 500.000  |
| Insgesamt                 | 3× Gold · 2× Platin ·                                                  | 617.500  |

## Auszeichnungen nach Singles

### Ur So Gay
| Land/Region               | Auszeichnungen für Musikverkäufe (Land/Region, Auszeichnung, Verkäufe) | Verkäufe |
| ------------------------- | ---------------------------------------------------------------------- | -------- |
| Brasilien (PMB)           | Platin                                                                 | 60.000   |
| Vereinigte Staaten (RIAA) | Gold                                                                   | 500.000  |
| Insgesamt                 | 1× Gold · 1× Platin ·                                                  | 560.000  |

### I Kissed a Girl
| Land/Region                  | Auszeichnungen für Musikverkäufe (Land/Region, Auszeichnung, Verkäufe) | Verkäufe   |
| ---------------------------- | ---------------------------------------------------------------------- | ---------- |
| Australien (ARIA)            | 9× Platin                                                              | 630.000    |
| Belgien (BRMA)               | Gold                                                                   | 15.000     |
| Brasilien (PMB)              | 2× Platin (Standard) · + Platin (Jason Nevins Funkrokr Extended Mix)   | 180.000    |
| Dänemark (IFPI)              | 3× Platin                                                              | 45.000     |
| Deutschland (BVMI)           | 5× Gold                                                                | 750.000    |
| Finnland (IFPI)              | Platin                                                                 | 14.072     |
| Frankreich (SNEP)            | Gold                                                                   | 160.000    |
| Italien (FIMI)               | Platin                                                                 | 100.000    |
| Kanada (MC)                  | 7× Platin (Single) · + 6× Platin (Ringtone)                            | 520.000    |
| Neuseeland (RMNZ)            | 3× Platin                                                              | 90.000     |
| Norwegen (IFPI)              | Platin                                                                 | 60.000     |
| Österreich (IFPI)            | Platin                                                                 | 30.000     |
| Schweden (IFPI)              | Platin                                                                 | 20.000     |
| Schweiz (IFPI)               | 3× Gold                                                                | 45.000     |
| Spanien (Promusicae)         | Platin                                                                 | 40.000     |
| Vereinigte Staaten (RIAA)    | 6× Platin                                                              | 6.000.000  |
| Vereinigtes Königreich (BPI) | 2× Platin                                                              | 1.600.000  |
| Insgesamt                    | 4× Gold · 48× Platin ·                                                 | 10.285.072 |

### Hot n Cold
| Land/Region                  | Auszeichnungen für Musikverkäufe (Land/Region, Auszeichnung, Verkäufe) | Verkäufe   |
| ---------------------------- | ---------------------------------------------------------------------- | ---------- |
| Australien (ARIA)            | 10× Platin                                                             | 700.000    |
| Belgien (BRMA)               | Gold                                                                   | 15.000     |
| Brasilien (PMB)              | Diamant (Standard) · + Platin (Rock-Version)                           | 310.000    |
| Dänemark (IFPI)              | 2× Platin                                                              | 30.000     |
| Deutschland (BVMI)           | 3× Gold                                                                | 450.000    |
| Finnland (IFPI)              | Platin                                                                 | 14.579     |
| Frankreich (SNEP)            | —                                                                      | 150.000    |
| Italien (FIMI)               | Platin                                                                 | 70.000     |
| Kanada (MC)                  | 9× Platin (Single) · + 2× Platin (Ringtone)                            | 800.000    |
| Neuseeland (RMNZ)            | 3× Platin                                                              | 90.000     |
| Norwegen (IFPI)              | 3× Platin                                                              | 180.000    |
| Österreich (IFPI)            | Platin                                                                 | 30.000     |
| Schweiz (IFPI)               | Platin                                                                 | 30.000     |
| Spanien (Promusicae)         | Platin                                                                 | 40.000     |
| Südkorea (KMCA)              | —                                                                      | 73.465     |
| Vereinigte Staaten (RIAA)    | 8× Platin                                                              | 8.000.000  |
| Vereinigtes Königreich (BPI) | 2× Platin                                                              | 1.500.000  |
| Insgesamt                    | 2× Gold · 46× Platin · 1× Diamant ·                                    | 12.483.044 |

### Thinking of You
| Land/Region                  | Auszeichnungen für Musikverkäufe (Land/Region, Auszeichnung, Verkäufe) | Verkäufe  |
| ---------------------------- | ---------------------------------------------------------------------- | --------- |
| Australien (ARIA)            | Platin                                                                 | 70.000    |
| Brasilien (PMB)              | Platin                                                                 | 60.000    |
| Kanada (MC)                  | Platin                                                                 | 40.000    |
| Vereinigte Staaten (RIAA)    | Platin                                                                 | 1.100.000 |
| Vereinigtes Königreich (BPI) | Silber                                                                 | 200.000   |
| Insgesamt                    | 1× Silber · 4× Platin ·                                                | 1.470.000 |

### Waking Up in Vegas
| Land/Region                  | Auszeichnungen für Musikverkäufe (Land/Region, Auszeichnung, Verkäufe) | Verkäufe  |
| ---------------------------- | ---------------------------------------------------------------------- | --------- |
| Australien (ARIA)            | 2× Platin                                                              | 140.000   |
| Brasilien (PMB)              | Platin                                                                 | 60.000    |
| Kanada (MC)                  | 2× Platin                                                              | 160.000   |
| Neuseeland (RMNZ)            | Gold                                                                   | 7.500     |
| Vereinigte Staaten (RIAA)    | 2× Platin                                                              | 2.300.000 |
| Vereinigtes Königreich (BPI) | Silber                                                                 | 200.000   |
| Insgesamt                    | 1× Silber · 1× Gold · 7× Platin ·                                      | 2.867.500 |

### Starstrukk
| Land/Region                  | Auszeichnungen für Musikverkäufe (Land/Region, Auszeichnung, Verkäufe) | Verkäufe  |
| ---------------------------- | ---------------------------------------------------------------------- | --------- |
| Australien (ARIA)            | 2× Platin                                                              | 140.000   |
| Kanada (MC)                  | 2× Platin                                                              | 160.000   |
| Neuseeland (RMNZ)            | Platin                                                                 | 15.000    |
| Vereinigte Staaten (RIAA)    | 2× Platin                                                              | 2.000.000 |
| Vereinigtes Königreich (BPI) | Platin                                                                 | 600.000   |
| Insgesamt                    | 8× Platin ·                                                            | 2.915.000 |

### Peacock
| Land/Region                  | Auszeichnungen für Musikverkäufe (Land/Region, Auszeichnung, Verkäufe) | Verkäufe  |
| ---------------------------- | ---------------------------------------------------------------------- | --------- |
| Australien (ARIA)            | Platin                                                                 | 70.000    |
| Brasilien (PMB)              | Gold                                                                   | 30.000    |
| Kanada (MC)                  | Platin                                                                 | 80.000    |
| Vereinigte Staaten (RIAA)    | Platin                                                                 | 1.000.000 |
| Vereinigtes Königreich (BPI) | —                                                                      | 46.000    |
| Insgesamt                    | 1× Gold · 3× Platin ·                                                  | 1.226.000 |

### If We Ever Meet Again
| Land/Region                  | Auszeichnungen für Musikverkäufe (Land/Region, Auszeichnung, Verkäufe) | Verkäufe  |
| ---------------------------- | ---------------------------------------------------------------------- | --------- |
| Australien (ARIA)            | Platin                                                                 | 70.000    |
| Deutschland (BVMI)           | Gold                                                                   | 150.000   |
| Frankreich (SNEP)            | —                                                                      | 89.500    |
| Italien (FIMI)               | Gold                                                                   | 15.000    |
| Kanada (MC)                  | 2× Platin                                                              | 160.000   |
| Neuseeland (RMNZ)            | Platin                                                                 | 15.000    |
| Schweiz (IFPI)               | Gold                                                                   | 15.000    |
| Spanien (Promusicae)         | Gold                                                                   | 20.000    |
| Vereinigtes Königreich (BPI) | Platin                                                                 | 600.000   |
| Insgesamt                    | 4× Gold · 5× Platin ·                                                  | 1.134.500 |

### California Gurls
| Land/Region                  | Auszeichnungen für Musikverkäufe (Land/Region, Auszeichnung, Verkäufe) | Verkäufe   |
| ---------------------------- | ---------------------------------------------------------------------- | ---------- |
| Australien (ARIA)            | 11× Platin                                                             | 770.000    |
| Belgien (BRMA)               | Gold                                                                   | 15.000     |
| Brasilien (PMB)              | 2× Platin                                                              | 120.000    |
| Dänemark (IFPI)              | Platin                                                                 | 90.000     |
| Deutschland (BVMI)           | Platin                                                                 | 300.000    |
| Frankreich (SNEP)            | —                                                                      | 140.000    |
| Italien (FIMI)               | Platin                                                                 | 30.000     |
| Japan (RIAJ)                 | Gold (Downloads) · + Gold (Mobile Downloads)                           | 200.000    |
| Kanada (MC)                  | Diamant (Single) · + Platin (Ringtone)                                 | 840.000    |
| Mexiko (AMPROFON)            | Gold                                                                   | 30.000     |
| Neuseeland (RMNZ)            | 4× Platin                                                              | 120.000    |
| Norwegen (IFPI)              | 3× Platin                                                              | 180.000    |
| Österreich (IFPI)            | 2× Platin                                                              | 60.000     |
| Schweden (IFPI)              | Platin                                                                 | 40.000     |
| Schweiz (IFPI)               | Platin                                                                 | 30.000     |
| Spanien (Promusicae)         | Gold                                                                   | 30.000     |
| Südkorea (KMCA)              | —                                                                      | 150.988    |
| Vereinigte Staaten (RIAA)    | Diamant                                                                | 10.000.000 |
| Vereinigtes Königreich (BPI) | 3× Platin                                                              | 1.800.000  |
| Insgesamt                    | 5× Gold · 31× Platin · 2× Diamant ·                                    | 14.945.988 |

### Teenage Dream
| Land/Region                  | Auszeichnungen für Musikverkäufe (Land/Region, Auszeichnung, Verkäufe) | Verkäufe   |
| ---------------------------- | ---------------------------------------------------------------------- | ---------- |
| Australien (ARIA)            | 11× Platin                                                             | 770.000    |
| Brasilien (PMB)              | Platin                                                                 | 60.000     |
| Dänemark (IFPI)              | Platin                                                                 | 90.000     |
| Deutschland (BVMI)           | Gold                                                                   | 150.000    |
| Frankreich (SNEP)            | —                                                                      | 70.000     |
| Italien (FIMI)               | Gold                                                                   | 15.000     |
| Kanada (MC)                  | 9× Platin (Single) · + Gold (Ringtone)                                 | 740.000    |
| Mexiko (AMPROFON)            | Gold                                                                   | 30.000     |
| Neuseeland (RMNZ)            | 4× Platin                                                              | 120.000    |
| Österreich (IFPI)            | Platin                                                                 | 30.000     |
| Schweden (IFPI)              | Gold                                                                   | 20.000     |
| Spanien (Promusicae)         | Gold                                                                   | 30.000     |
| Südkorea (KMCA)              | —                                                                      | 74.645     |
| Vereinigte Staaten (RIAA)    | Diamant                                                                | 10.000.000 |
| Vereinigtes Königreich (BPI) | 2× Platin                                                              | 1.400.000  |
| Insgesamt                    | 6× Gold · 29× Platin · 1× Diamant ·                                    | 13.499.645 |

### Not Like the Movies
| Land/Region               | Auszeichnungen für Musikverkäufe (Land/Region, Auszeichnung, Verkäufe) | Verkäufe |
| ------------------------- | ---------------------------------------------------------------------- | -------- |
| Australien (ARIA)         | Gold                                                                   | 35.000   |
| Vereinigte Staaten (RIAA) | Gold                                                                   | 500.000  |
| Insgesamt                 | 2× Gold ·                                                              | 535.000  |

### Firework
| Land/Region                  | Auszeichnungen für Musikverkäufe (Land/Region, Auszeichnung, Verkäufe) | Verkäufe   |
| ---------------------------- | ---------------------------------------------------------------------- | ---------- |
| Australien (ARIA)            | 16× Platin                                                             | 1.120.000  |
| Belgien (BRMA)               | Gold                                                                   | 15.000     |
| Brasilien (PMB)              | Diamant                                                                | 250.000    |
| Dänemark (IFPI)              | Platin                                                                 | 90.000     |
| Deutschland (BVMI)           | Platin                                                                 | 300.000    |
| Frankreich (SNEP)            | —                                                                      | 140.000    |
| Italien (FIMI)               | 2× Platin                                                              | 60.000     |
| Japan (RIAJ)                 | Gold                                                                   | 100.000    |
| Kanada (MC)                  | Diamant (Single) · + Gold (Ringtone)                                   | 820.000    |
| Mexiko (AMPROFON)            | 3× Gold                                                                | 90.000     |
| Neuseeland (RMNZ)            | 5× Platin                                                              | 150.000    |
| Norwegen (IFPI)              | 4× Platin                                                              | 240.000    |
| Österreich (IFPI)            | 2× Platin                                                              | 60.000     |
| Portugal (AFP)               | Gold                                                                   | 5.000      |
| Schweden (IFPI)              | Platin                                                                 | 40.000     |
| Schweiz (IFPI)               | Gold                                                                   | 15.000     |
| Spanien (Promusicae)         | Platin                                                                 | 60.000     |
| Vereinigte Staaten (RIAA)    | 12× Platin                                                             | 12.000.000 |
| Vereinigtes Königreich (BPI) | 4× Platin                                                              | 2.400.000  |
| Insgesamt                    | 6× Gold · 40× Platin · 3× Diamant ·                                    | 17.555.000 |

### E.T.
| Land/Region                  | Auszeichnungen für Musikverkäufe (Land/Region, Auszeichnung, Verkäufe) | Verkäufe   |
| ---------------------------- | ---------------------------------------------------------------------- | ---------- |
| Australien (ARIA)            | 6× Platin                                                              | 420.000    |
| Brasilien (PMB)              | Diamant                                                                | 250.000    |
| Dänemark (IFPI)              | Gold                                                                   | 15.000     |
| Deutschland (BVMI)           | Gold                                                                   | 150.000    |
| Frankreich (SNEP)            | —                                                                      | 70.500     |
| Italien (FIMI)               | Platin                                                                 | 30.000     |
| Kanada (MC)                  | 7× Platin                                                              | 560.000    |
| Mexiko (AMPROFON)            | Gold                                                                   | 30.000     |
| Neuseeland (RMNZ)            | Platin                                                                 | 15.000     |
| Österreich (IFPI)            | Platin                                                                 | 30.000     |
| Vereinigte Staaten (RIAA)    | Diamant                                                                | 10.000.000 |
| Vereinigtes Königreich (BPI) | Platin                                                                 | 600.000    |
| Insgesamt                    | 3× Gold · 18× Platin · 2× Diamant ·                                    | 12.170.500 |

### Last Friday Night (T.G.I.F.)
| Land/Region                  | Auszeichnungen für Musikverkäufe (Land/Region, Auszeichnung, Verkäufe) | Verkäufe  |
| ---------------------------- | ---------------------------------------------------------------------- | --------- |
| Australien (ARIA)            | 11× Platin                                                             | 770.000   |
| Brasilien (PMB)              | 3× Platin                                                              | 180.000   |
| Dänemark (IFPI)              | Platin                                                                 | 90.000    |
| Deutschland (BVMI)           | Gold                                                                   | 150.000   |
| Frankreich (SNEP)            | —                                                                      | 42.700    |
| Italien (FIMI)               | Platin                                                                 | 30.000    |
| Kanada (MC)                  | Diamant                                                                | 800.000   |
| Mexiko (AMPROFON)            | Gold                                                                   | 30.000    |
| Neuseeland (RMNZ)            | 4× Platin                                                              | 120.000   |
| Norwegen (IFPI)              | 4× Platin                                                              | 240.000   |
| Österreich (IFPI)            | Platin                                                                 | 30.000    |
| Schweiz (IFPI)               | Gold                                                                   | 15.000    |
| Spanien (Promusicae)         | Platin                                                                 | 60.000    |
| Vereinigte Staaten (RIAA)    | 6× Platin                                                              | 6.000.000 |
| Vereinigtes Königreich (BPI) | 2× Platin                                                              | 1.400.000 |
| Insgesamt                    | 3× Gold · 34× Platin · 1× Diamant ·                                    | 9.957.700 |

### The One That Got Away
| Land/Region                  | Auszeichnungen für Musikverkäufe (Land/Region, Auszeichnung, Verkäufe) | Verkäufe  |
| ---------------------------- | ---------------------------------------------------------------------- | --------- |
| Australien (ARIA)            | 7× Platin                                                              | 490.000   |
| Brasilien (PMB)              | 3× Platin                                                              | 180.000   |
| Dänemark (IFPI)              | Gold                                                                   | 45.000    |
| Deutschland (BVMI)           | Gold                                                                   | 150.000   |
| Italien (FIMI)               | Gold                                                                   | 15.000    |
| Kanada (MC)                  | 7× Platin                                                              | 560.000   |
| Mexiko (AMPROFON)            | Gold                                                                   | 30.000    |
| Neuseeland (RMNZ)            | 3× Platin                                                              | 90.000    |
| Österreich (IFPI)            | Platin                                                                 | 30.000    |
| Spanien (Promusicae)         | Platin                                                                 | 60.000    |
| Vereinigte Staaten (RIAA)    | 5× Platin                                                              | 5.000.000 |
| Vereinigtes Königreich (BPI) | 2× Platin                                                              | 1.200.000 |
| Insgesamt                    | 4× Gold · 29× Platin ·                                                 | 7.850.000 |

### Part of Me
| Land/Region                  | Auszeichnungen für Musikverkäufe (Land/Region, Auszeichnung, Verkäufe) | Verkäufe  |
| ---------------------------- | ---------------------------------------------------------------------- | --------- |
| Australien (ARIA)            | 7× Platin                                                              | 490.000   |
| Brasilien (PMB)              | Diamant                                                                | 250.000   |
| Dänemark (IFPI)              | Platin                                                                 | 90.000    |
| Deutschland (BVMI)           | Gold                                                                   | 150.000   |
| Frankreich (SNEP)            | —                                                                      | 36.800    |
| Italien (FIMI)               | Gold                                                                   | 15.000    |
| Kanada (MC)                  | 6× Platin                                                              | 480.000   |
| Mexiko (AMPROFON)            | Gold                                                                   | 30.000    |
| Neuseeland (RMNZ)            | 2× Platin                                                              | 60.000    |
| Österreich (IFPI)            | Platin                                                                 | 30.000    |
| Schweden (IFPI)              | Platin                                                                 | 80.000    |
| Spanien (Promusicae)         | Gold                                                                   | 30.000    |
| Vereinigte Staaten (RIAA)    | 5× Platin                                                              | 5.000.000 |
| Vereinigtes Königreich (BPI) | Platin                                                                 | 600.000   |
| Insgesamt                    | 4× Gold · 24× Platin · 1× Diamant ·                                    | 7.241.800 |

### Wide Awake
| Land/Region                  | Auszeichnungen für Musikverkäufe (Land/Region, Auszeichnung, Verkäufe) | Verkäufe  |
| ---------------------------- | ---------------------------------------------------------------------- | --------- |
| Australien (ARIA)            | 7× Platin                                                              | 490.000   |
| Brasilien (PMB)              | Diamant                                                                | 250.000   |
| Italien (FIMI)               | Platin                                                                 | 30.000    |
| Kanada (MC)                  | 6× Platin                                                              | 480.000   |
| Mexiko (AMPROFON)            | Gold                                                                   | 30.000    |
| Neuseeland (RMNZ)            | 2× Platin                                                              | 30.000    |
| Österreich (IFPI)            | Gold                                                                   | 15.000    |
| Vereinigte Staaten (RIAA)    | 5× Platin                                                              | 5.000.000 |
| Vereinigtes Königreich (BPI) | Platin                                                                 | 600.000   |
| Insgesamt                    | 2× Gold · 22× Platin · 1× Diamant ·                                    | 6.925.000 |

### Hummingbird Heartbeat
| Land/Region       | Auszeichnungen für Musikverkäufe (Land/Region, Auszeichnung, Verkäufe) | Verkäufe |
| ----------------- | ---------------------------------------------------------------------- | -------- |
| Australien (ARIA) | Gold                                                                   | 35.000   |
| Insgesamt         | 1× Gold ·                                                              | 35.000   |

### Roar
| Land/Region                  | Auszeichnungen für Musikverkäufe (Land/Region, Auszeichnung, Verkäufe) | Verkäufe   |
| ---------------------------- | ---------------------------------------------------------------------- | ---------- |
| Australien (ARIA)            | 22× Platin                                                             | 1.540.000  |
| Belgien (BRMA)               | Gold                                                                   | 15.000     |
| Brasilien (PMB)              | 5× Diamant                                                             | 1.250.000  |
| Dänemark (IFPI)              | Gold                                                                   | 15.000     |
| Deutschland (BVMI)           | 3× Gold                                                                | 450.000    |
| Frankreich (SNEP)            | —                                                                      | 105.000    |
| Italien (FIMI)               | 2× Platin                                                              | 60.000     |
| Kanada (MC)                  | Diamant                                                                | 800.000    |
| Mexiko (AMPROFON)            | 5× Gold                                                                | 150.000    |
| Neuseeland (RMNZ)            | 6× Platin                                                              | 90.000     |
| Norwegen (IFPI)              | 8× Platin                                                              | 480.000    |
| Österreich (IFPI)            | 2× Platin                                                              | 60.000     |
| Schweden (IFPI)              | 4× Platin                                                              | 160.000    |
| Spanien (Promusicae)         | 2× Platin                                                              | 120.000    |
| Vereinigte Staaten (RIAA)    | 15× Platin                                                             | 15.000.000 |
| Vereinigtes Königreich (BPI) | 5× Platin                                                              | 3.000.000  |
| Insgesamt                    | 4× Gold · 59× Platin · 7× Diamant ·                                    | 23.295.000 |

### Who You Love
| Land/Region               | Auszeichnungen für Musikverkäufe (Land/Region, Auszeichnung, Verkäufe) | Verkäufe |
| ------------------------- | ---------------------------------------------------------------------- | -------- |
| Australien (ARIA)         | Gold                                                                   | 35.000   |
| Dänemark (IFPI)           | Gold                                                                   | 45.000   |
| Vereinigte Staaten (RIAA) | Gold                                                                   | 500.000  |
| Insgesamt                 | 3× Gold ·                                                              | 580.000  |

### Walking on Air
| Land/Region       | Auszeichnungen für Musikverkäufe (Land/Region, Auszeichnung, Verkäufe) | Verkäufe |
| ----------------- | ---------------------------------------------------------------------- | -------- |
| Australien (ARIA) | Gold                                                                   | 35.000   |
| Neuseeland (RMNZ) | Gold                                                                   | 7.500    |
| Insgesamt         | 2× Gold ·                                                              | 42.500   |

### Unconditionally
| Land/Region                  | Auszeichnungen für Musikverkäufe (Land/Region, Auszeichnung, Verkäufe) | Verkäufe  |
| ---------------------------- | ---------------------------------------------------------------------- | --------- |
| Australien (ARIA)            | 4× Platin                                                              | 280.000   |
| Brasilien (PMB)              | Diamant                                                                | 250.000   |
| Deutschland (BVMI)           | Gold                                                                   | 150.000   |
| Italien (FIMI)               | Platin                                                                 | 30.000    |
| Kanada (MC)                  | 3× Platin                                                              | 240.000   |
| Neuseeland (RMNZ)            | Platin                                                                 | 30.000    |
| Norwegen (IFPI)              | Platin                                                                 | 60.000    |
| Österreich (IFPI)            | Gold                                                                   | 15.000    |
| Schweden (IFPI)              | Platin                                                                 | 80.000    |
| Spanien (Promusicae)         | Gold                                                                   | 30.000    |
| Vereinigte Staaten (RIAA)    | 2× Platin                                                              | 2.000.000 |
| Vereinigtes Königreich (BPI) | Gold                                                                   | 400.000   |
| Insgesamt                    | 4× Gold · 13× Platin · 1× Diamant ·                                    | 3.565.000 |

### Dark Horse
| Land/Region                  | Auszeichnungen für Musikverkäufe (Land/Region, Auszeichnung, Verkäufe) | Verkäufe   |
| ---------------------------- | ---------------------------------------------------------------------- | ---------- |
| Australien (ARIA)            | 13× Platin                                                             | 910.000    |
| Belgien (BRMA)               | Gold                                                                   | 15.000     |
| Brasilien (PMB)              | 8× Diamant                                                             | 2.000.000  |
| Deutschland (BVMI)           | 3× Gold                                                                | 450.000    |
| Frankreich (SNEP)            | —                                                                      | 75.000     |
| Italien (FIMI)               | 3× Platin                                                              | 90.000     |
| Kanada (MC)                  | Diamant                                                                | 800.000    |
| Mexiko (AMPROFON)            | 2× Platin                                                              | 120.000    |
| Neuseeland (RMNZ)            | 4× Platin                                                              | 60.000     |
| Norwegen (IFPI)              | 5× Platin                                                              | 300.000    |
| Österreich (IFPI)            | 2× Platin                                                              | 60.000     |
| Portugal (AFP)               | Gold                                                                   | 5.000      |
| Schweden (IFPI)              | 4× Platin                                                              | 160.000    |
| Spanien (Promusicae)         | 2× Platin                                                              | 120.000    |
| Vereinigte Staaten (RIAA)    | 11× Platin                                                             | 11.000.000 |
| Vereinigtes Königreich (BPI) | 3× Platin                                                              | 1.800.000  |
| Insgesamt                    | 3× Gold · 40× Platin · 10× Diamant ·                                   | 17.965.000 |

### Birthday
| Land/Region                  | Auszeichnungen für Musikverkäufe (Land/Region, Auszeichnung, Verkäufe) | Verkäufe  |
| ---------------------------- | ---------------------------------------------------------------------- | --------- |
| Australien (ARIA)            | 3× Platin                                                              | 210.000   |
| Brasilien (PMB)              | Platin                                                                 | 60.000    |
| Italien (FIMI)               | Gold                                                                   | 15.000    |
| Kanada (MC)                  | 2× Platin                                                              | 160.000   |
| Neuseeland (RMNZ)            | Gold                                                                   | 7.500     |
| Norwegen (IFPI)              | Gold                                                                   | 30.000    |
| Schweden (IFPI)              | Gold                                                                   | 20.000    |
| Vereinigte Staaten (RIAA)    | Platin                                                                 | 1.000.000 |
| Vereinigtes Königreich (BPI) | Gold                                                                   | 400.000   |
| Insgesamt                    | 5× Gold · 7× Platin ·                                                  | 1.902.500 |

### This Is How We Do
| Land/Region                  | Auszeichnungen für Musikverkäufe (Land/Region, Auszeichnung, Verkäufe) | Verkäufe  |
| ---------------------------- | ---------------------------------------------------------------------- | --------- |
| Australien (ARIA)            | 3× Platin                                                              | 210.000   |
| Brasilien (PMB)              | Diamant                                                                | 250.000   |
| Italien (FIMI)               | Gold                                                                   | 15.000    |
| Kanada (MC)                  | 2× Platin                                                              | 160.000   |
| Neuseeland (RMNZ)            | Platin                                                                 | 15.000    |
| Norwegen (IFPI)              | Platin                                                                 | 40.000    |
| Schweden (IFPI)              | Platin                                                                 | 40.000    |
| Vereinigte Staaten (RIAA)    | 2× Platin                                                              | 2.000.000 |
| Vereinigtes Königreich (BPI) | Silber                                                                 | 200.000   |
| Insgesamt                    | 1× Silber · 1× Gold · 10× Platin · 1× Diamant ·                        | 3.030.000 |

### Rise
| Land/Region                  | Auszeichnungen für Musikverkäufe (Land/Region, Auszeichnung, Verkäufe) | Verkäufe  |
| ---------------------------- | ---------------------------------------------------------------------- | --------- |
| Australien (ARIA)            | 2× Platin                                                              | 140.000   |
| Brasilien (PMB)              | Platin                                                                 | 60.000    |
| Italien (FIMI)               | Gold                                                                   | 25.000    |
| Norwegen (IFPI)              | Gold                                                                   | 30.000    |
| Vereinigte Staaten (RIAA)    | Platin                                                                 | 1.000.000 |
| Vereinigtes Königreich (BPI) | Silber                                                                 | 200.000   |
| Insgesamt                    | 1× Silber · 2× Gold · 4× Platin ·                                      | 1.455.000 |

### Chained to the Rhythm
| Land/Region                  | Auszeichnungen für Musikverkäufe (Land/Region, Auszeichnung, Verkäufe) | Verkäufe  |
| ---------------------------- | ---------------------------------------------------------------------- | --------- |
| Australien (ARIA)            | 4× Platin                                                              | 280.000   |
| Belgien (BRMA)               | Gold                                                                   | 15.000    |
| Brasilien (PMB)              | Diamant                                                                | 160.000   |
| Dänemark (IFPI)              | Platin                                                                 | 90.000    |
| Deutschland (BVMI)           | Platin                                                                 | 400.000   |
| Frankreich (SNEP)            | Platin                                                                 | 133.333   |
| Italien (FIMI)               | 2× Platin                                                              | 100.000   |
| Kanada (MC)                  | 3× Platin                                                              | 240.000   |
| Neuseeland (RMNZ)            | Platin                                                                 | 30.000    |
| Norwegen (IFPI)              | 2× Platin                                                              | 120.000   |
| Österreich (IFPI)            | Gold                                                                   | 15.000    |
| Polen (ZPAV)                 | Platin                                                                 | 50.000    |
| Schweden (IFPI)              | Platin                                                                 | 80.000    |
| Spanien (Promusicae)         | Platin                                                                 | 40.000    |
| Vereinigte Staaten (RIAA)    | 2× Platin                                                              | 2.000.000 |
| Vereinigtes Königreich (BPI) | Platin                                                                 | 600.000   |
| Insgesamt                    | 2× Gold · 21× Platin · 1× Diamant ·                                    | 4.353.333 |

### Feels
| Land/Region                  | Auszeichnungen für Musikverkäufe (Land/Region, Auszeichnung, Verkäufe) | Verkäufe  |
| ---------------------------- | ---------------------------------------------------------------------- | --------- |
| Australien (ARIA)            | 6× Platin                                                              | 420.000   |
| Belgien (BRMA)               | Platin                                                                 | 30.000    |
| Brasilien (PMB)              | Diamant                                                                | 160.000   |
| Dänemark (IFPI)              | 2× Platin                                                              | 180.000   |
| Deutschland (BVMI)           | Platin                                                                 | 400.000   |
| Frankreich (SNEP)            | Diamant                                                                | 233.333   |
| Italien (FIMI)               | 2× Platin                                                              | 100.000   |
| Kanada (MC)                  | 6× Platin                                                              | 480.000   |
| Mexiko (AMPROFON)            | 9× Gold                                                                | 270.000   |
| Neuseeland (RMNZ)            | 4× Platin                                                              | 120.000   |
| Norwegen (IFPI)              | 4× Platin                                                              | 240.000   |
| Österreich (IFPI)            | Platin                                                                 | 30.000    |
| Polen (ZPAV)                 | 3× Platin                                                              | 60.000    |
| Portugal (AFP)               | Platin                                                                 | 10.000    |
| Schweden (IFPI)              | 3× Platin                                                              | 120.000   |
| Schweiz (IFPI)               | Platin                                                                 | 20.000    |
| Spanien (Promusicae)         | Platin                                                                 | 40.000    |
| Vereinigte Staaten (RIAA)    | 3× Platin                                                              | 3.000.000 |
| Vereinigtes Königreich (BPI) | 3× Platin                                                              | 1.800.000 |
| Insgesamt                    | 1× Gold · 46× Platin · 2× Diamant ·                                    | 7.713.333 |

### Bon Appétit
| Land/Region                  | Auszeichnungen für Musikverkäufe (Land/Region, Auszeichnung, Verkäufe) | Verkäufe  |
| ---------------------------- | ---------------------------------------------------------------------- | --------- |
| Australien (ARIA)            | Platin                                                                 | 70.000    |
| Brasilien (PMB)              | Diamant                                                                | 160.000   |
| Deutschland (BVMI)           | Gold                                                                   | 200.000   |
| Frankreich (SNEP)            | Gold                                                                   | 66.666    |
| Italien (FIMI)               | Platin                                                                 | 50.000    |
| Kanada (MC)                  | Gold                                                                   | 40.000    |
| Mexiko (AMPROFON)            | Platin                                                                 | 60.000    |
| Neuseeland (RMNZ)            | Gold                                                                   | 15.000    |
| Norwegen (IFPI)              | Gold                                                                   | 30.000    |
| Polen (ZPAV)                 | Gold                                                                   | 25.000    |
| Vereinigte Staaten (RIAA)    | Platin                                                                 | 1.000.000 |
| Vereinigtes Königreich (BPI) | Gold                                                                   | 400.000   |
| Insgesamt                    | 7× Gold · 4× Platin · 1× Diamant ·                                     | 2.116.666 |

### Swish Swish
| Land/Region                  | Auszeichnungen für Musikverkäufe (Land/Region, Auszeichnung, Verkäufe) | Verkäufe  |
| ---------------------------- | ---------------------------------------------------------------------- | --------- |
| Australien (ARIA)            | 2× Platin                                                              | 140.000   |
| Brasilien (PMB)              | Diamant                                                                | 160.000   |
| Dänemark (IFPI)              | Gold                                                                   | 45.000    |
| Deutschland (BVMI)           | Gold                                                                   | 200.000   |
| Frankreich (SNEP)            | Gold                                                                   | 66.666    |
| Italien (FIMI)               | Gold                                                                   | 25.000    |
| Kanada (MC)                  | Platin                                                                 | 80.000    |
| Neuseeland (RMNZ)            | Platin                                                                 | 30.000    |
| Norwegen (IFPI)              | Gold                                                                   | 30.000    |
| Polen (ZPAV)                 | Platin                                                                 | 50.000    |
| Spanien (Promusicae)         | Gold                                                                   | 30.000    |
| Vereinigte Staaten (RIAA)    | Platin                                                                 | 1.000.000 |
| Vereinigtes Königreich (BPI) | Platin                                                                 | 600.000   |
| Insgesamt                    | 6× Gold · 7× Platin · 1× Diamant ·                                     | 2.466.666 |

### Hey Hey Hey
| Land/Region     | Auszeichnungen für Musikverkäufe (Land/Region, Auszeichnung, Verkäufe) | Verkäufe |
| --------------- | ---------------------------------------------------------------------- | -------- |
| Brasilien (PMB) | Gold                                                                   | 20.000   |
| Insgesamt       | 1× Gold ·                                                              | 20.000   |

### 365
| Land/Region       | Auszeichnungen für Musikverkäufe (Land/Region, Auszeichnung, Verkäufe) | Verkäufe |
| ----------------- | ---------------------------------------------------------------------- | -------- |
| Australien (ARIA) | Platin                                                                 | 70.000   |
| Brasilien (PMB)   | 2× Platin                                                              | 80.000   |
| Kanada (MC)       | Platin                                                                 | 80.000   |
| Norwegen (IFPI)   | Gold                                                                   | 30.000   |
| Polen (ZPAV)      | Gold                                                                   | 25.000   |
| Insgesamt         | 2× Gold · 4× Platin ·                                                  | 285.000  |

### Never Really Over
| Land/Region                  | Auszeichnungen für Musikverkäufe (Land/Region, Auszeichnung, Verkäufe) | Verkäufe  |
| ---------------------------- | ---------------------------------------------------------------------- | --------- |
| Australien (ARIA)            | 4× Platin                                                              | 280.000   |
| Brasilien (PMB)              | Diamant                                                                | 160.000   |
| Dänemark (IFPI)              | Gold                                                                   | 45.000    |
| Finnland (IFPI)              | Gold                                                                   | 20.000    |
| Italien (FIMI)               | Gold                                                                   | 25.000    |
| Kanada (MC)                  | 3× Platin                                                              | 240.000   |
| Mexiko (AMPROFON)            | Gold                                                                   | 30.000    |
| Neuseeland (RMNZ)            | Platin                                                                 | 30.000    |
| Norwegen (IFPI)              | Platin                                                                 | 60.000    |
| Österreich (IFPI)            | Gold                                                                   | 15.000    |
| Polen (ZPAV)                 | Platin                                                                 | 20.000    |
| Portugal (AFP)               | Platin                                                                 | 10.000    |
| Spanien (Promusicae)         | Gold                                                                   | 30.000    |
| Vereinigte Staaten (RIAA)    | Platin                                                                 | 1.000.000 |
| Vereinigtes Königreich (BPI) | Platin                                                                 | 600.000   |
| Insgesamt                    | 6× Gold · 13× Platin · 1× Diamant ·                                    | 2.565.000 |

### Small Talk
| Land/Region       | Auszeichnungen für Musikverkäufe (Land/Region, Auszeichnung, Verkäufe) | Verkäufe |
| ----------------- | ---------------------------------------------------------------------- | -------- |
| Australien (ARIA) | Gold                                                                   | 35.000   |
| Brasilien (PMB)   | Platin                                                                 | 40.000   |
| Norwegen (IFPI)   | Gold                                                                   | 30.000   |
| Insgesamt         | 2× Gold · 1× Platin ·                                                  | 105.000  |

### Harleys in Hawaii
| Land/Region                  | Auszeichnungen für Musikverkäufe (Land/Region, Auszeichnung, Verkäufe) | Verkäufe  |
| ---------------------------- | ---------------------------------------------------------------------- | --------- |
| Australien (ARIA)            | Platin                                                                 | 70.000    |
| Brasilien (PMB)              | Diamant                                                                | 160.000   |
| Frankreich (SNEP)            | Gold                                                                   | 100.000   |
| Kanada (MC)                  | Platin                                                                 | 80.000    |
| Mexiko (AMPROFON)            | Gold                                                                   | 30.000    |
| Norwegen (IFPI)              | Gold                                                                   | 30.000    |
| Polen (ZPAV)                 | Platin                                                                 | 50.000    |
| Vereinigte Staaten (RIAA)    | Gold                                                                   | 500.000   |
| Vereinigtes Königreich (BPI) | Silber                                                                 | 200.000   |
| Insgesamt                    | 1× Silber · 4× Gold · 3× Platin · 1× Diamant ·                         | 1.220.000 |

### Cozy Little Christmas
| Land/Region                  | Auszeichnungen für Musikverkäufe (Land/Region, Auszeichnung, Verkäufe) | Verkäufe  |
| ---------------------------- | ---------------------------------------------------------------------- | --------- |
| Australien (ARIA)            | Gold                                                                   | 35.000    |
| Österreich (IFPI)            | Platin                                                                 | 30.000    |
| Vereinigte Staaten (RIAA)    | Platin                                                                 | 1.000.000 |
| Vereinigtes Königreich (BPI) | Gold                                                                   | 400.000   |
| Insgesamt                    | 2× Gold · 2× Platin ·                                                  | 1.465.000 |

### Never Worn White
| Land/Region     | Auszeichnungen für Musikverkäufe (Land/Region, Auszeichnung, Verkäufe) | Verkäufe |
| --------------- | ---------------------------------------------------------------------- | -------- |
| Brasilien (PMB) | Gold                                                                   | 20.000   |
| Insgesamt       | 1× Gold ·                                                              | 20.000   |

### Daisies
| Land/Region                  | Auszeichnungen für Musikverkäufe (Land/Region, Auszeichnung, Verkäufe) | Verkäufe |
| ---------------------------- | ---------------------------------------------------------------------- | -------- |
| Australien (ARIA)            | Platin                                                                 | 70.000   |
| Brasilien (PMB)              | 2× Platin                                                              | 80.000   |
| Kanada (MC)                  | Platin                                                                 | 80.000   |
| Vereinigte Staaten (RIAA)    | Gold                                                                   | 500.000  |
| Vereinigtes Königreich (BPI) | Silber                                                                 | 200.000  |
| Insgesamt                    | 1× Silber · 1× Gold · 4× Platin ·                                      | 930.000  |

### Smile
| Land/Region               | Auszeichnungen für Musikverkäufe (Land/Region, Auszeichnung, Verkäufe) | Verkäufe |
| ------------------------- | ---------------------------------------------------------------------- | -------- |
| Australien (ARIA)         | Platin                                                                 | 70.000   |
| Brasilien (PMB)           | Platin                                                                 | 40.000   |
| Kanada (MC)               | Gold                                                                   | 40.000   |
| Vereinigte Staaten (RIAA) | Gold                                                                   | 500.000  |
| Insgesamt                 | 2× Gold · 2× Platin ·                                                  | 650.000  |

### Not the End of the World
| Land/Region     | Auszeichnungen für Musikverkäufe (Land/Region, Auszeichnung, Verkäufe) | Verkäufe |
| --------------- | ---------------------------------------------------------------------- | -------- |
| Brasilien (PMB) | Gold                                                                   | 20.000   |
| Insgesamt       | 1× Gold ·                                                              | 20.000   |

### Cry About It Later
| Land/Region     | Auszeichnungen für Musikverkäufe (Land/Region, Auszeichnung, Verkäufe) | Verkäufe |
| --------------- | ---------------------------------------------------------------------- | -------- |
| Brasilien (PMB) | 2× Platin                                                              | 80.000   |
| Insgesamt       | 2× Platin ·                                                            | 80.000   |

### Electric
| Land/Region     | Auszeichnungen für Musikverkäufe (Land/Region, Auszeichnung, Verkäufe) | Verkäufe |
| --------------- | ---------------------------------------------------------------------- | -------- |
| Brasilien (PMB) | Gold                                                                   | 20.000   |
| Insgesamt       | 1× Gold ·                                                              | 20.000   |

### When I’m Gone
| Land/Region                  | Auszeichnungen für Musikverkäufe (Land/Region, Auszeichnung, Verkäufe) | Verkäufe |
| ---------------------------- | ---------------------------------------------------------------------- | -------- |
| Brasilien (PMB)              | 2× Platin                                                              | 80.000   |
| Italien (FIMI)               | Gold                                                                   | 50.000   |
| Polen (ZPAV)                 | Gold                                                                   | 25.000   |
| Spanien (Promusicae)         | Gold                                                                   | 30.000   |
| Vereinigte Staaten (RIAA)    | Gold                                                                   | 500.000  |
| Vereinigtes Königreich (BPI) | Silber                                                                 | 200.000  |
| Insgesamt                    | 1× Silber · 4× Gold · 2× Platin ·                                      | 885.000  |

### Woman’s World
| Land/Region     | Auszeichnungen für Musikverkäufe (Land/Region, Auszeichnung, Verkäufe) | Verkäufe |
| --------------- | ---------------------------------------------------------------------- | -------- |
| Brasilien (PMB) | Platin                                                                 | 40.000   |
| Insgesamt       | 1× Platin ·                                                            | 40.000   |

### Lifetimes
| Land/Region     | Auszeichnungen für Musikverkäufe (Land/Region, Auszeichnung, Verkäufe) | Verkäufe |
| --------------- | ---------------------------------------------------------------------- | -------- |
| Brasilien (PMB) | Platin                                                                 | 40.000   |
| Insgesamt       | 1× Platin ·                                                            | 40.000   |

### I’m His, He’s Mine
| Land/Region     | Auszeichnungen für Musikverkäufe (Land/Region, Auszeichnung, Verkäufe) | Verkäufe |
| --------------- | ---------------------------------------------------------------------- | -------- |
| Brasilien (PMB) | Gold                                                                   | 20.000   |
| Insgesamt       | 1× Gold ·                                                              | 20.000   |

## Auszeichnungen nach Liedern

### One Of The Boys
| Land/Region       | Auszeichnungen für Musikverkäufe (Land/Region, Auszeichnung, Verkäufe) | Verkäufe |
| ----------------- | ---------------------------------------------------------------------- | -------- |
| Australien (ARIA) | Gold                                                                   | 35.000   |
| Brasilien (PMB)   | Platin                                                                 | 60.000   |
| Insgesamt         | 1× Gold · 1× Platin ·                                                  | 95.000   |

### Legendary Lovers
| Land/Region     | Auszeichnungen für Musikverkäufe (Land/Region, Auszeichnung, Verkäufe) | Verkäufe |
| --------------- | ---------------------------------------------------------------------- | -------- |
| Brasilien (PMB) | Gold                                                                   | 30.000   |
| Insgesamt       | 1× Gold ·                                                              | 30.000   |

### Resilient
| Land/Region     | Auszeichnungen für Musikverkäufe (Land/Region, Auszeichnung, Verkäufe) | Verkäufe |
| --------------- | ---------------------------------------------------------------------- | -------- |
| Brasilien (PMB) | Gold                                                                   | 20.000   |
| Insgesamt       | 1× Gold ·                                                              | 20.000   |

### Tucked
| Land/Region     | Auszeichnungen für Musikverkäufe (Land/Region, Auszeichnung, Verkäufe) | Verkäufe |
| --------------- | ---------------------------------------------------------------------- | -------- |
| Brasilien (PMB) | Gold                                                                   | 20.000   |
| Insgesamt       | 1× Gold ·                                                              | 20.000   |

## Auszeichnungen nach Autorenbeteiligungen

### I Do Not Hook Up (Kelly Clarkson)
| Land/Region               | Auszeichnungen für Musikverkäufe (Land/Region, Auszeichnung, Verkäufe) | Verkäufe |
| ------------------------- | ---------------------------------------------------------------------- | -------- |
| Australien (ARIA)         | Gold                                                                   | 35.000   |
| Kanada (MC)               | Gold                                                                   | 20.000   |
| Vereinigte Staaten (RIAA) | —                                                                      | 823.000  |
| Insgesamt                 | 2× Gold ·                                                              | 878.000  |

### Teenage Dream(Glee Cast)
| Land/Region               | Auszeichnungen für Musikverkäufe (Land/Region, Auszeichnung, Verkäufe) | Verkäufe |
| ------------------------- | ---------------------------------------------------------------------- | -------- |
| Vereinigte Staaten (RIAA) | Gold                                                                   | 500.000  |
| Insgesamt                 | 1× Gold ·                                                              | 500.000  |

### Black Widow(Iggy Azalea)
| Land/Region                  | Auszeichnungen für Musikverkäufe (Land/Region, Auszeichnung, Verkäufe) | Verkäufe  |
| ---------------------------- | ---------------------------------------------------------------------- | --------- |
| Australien (ARIA)            | Platin                                                                 | 70.000    |
| Brasilien (PMB)              | 3× Platin                                                              | 180.000   |
| Deutschland (BVMI)           | Gold                                                                   | 200.000   |
| Frankreich (SNEP)            | —                                                                      | 27.500    |
| Italien (FIMI)               | Platin                                                                 | 50.000    |
| Kanada (MC)                  | 2× Platin                                                              | 160.000   |
| Neuseeland (RMNZ)            | Gold                                                                   | 7.500     |
| Norwegen (IFPI)              | 2× Platin                                                              | 120.000   |
| Schweden (IFPI)              | 2× Platin                                                              | 80.000    |
| Spanien (Promusicae)         | Gold                                                                   | 20.000    |
| Vereinigte Staaten (RIAA)    | 5× Platin                                                              | 5.000.000 |
| Vereinigtes Königreich (BPI) | Platin                                                                 | 600.000   |
| Insgesamt                    | 3× Gold · 17× Platin ·                                                 | 6.515.000 |

## Auszeichnungen nach Musikstreamings

### Firework
| Land/Region     | Auszeichnungen für Musikverkäufe (Land/Region, Auszeichnung, Verkäufe) | Verkäufe |
| --------------- | ---------------------------------------------------------------------- | -------- |
| Dänemark (IFPI) | Gold                                                                   | 50.000   |
| Insgesamt       | 1× Gold ·                                                              | 50.000   |

### Last Friday Night (T.G.I.F.)
| Land/Region     | Auszeichnungen für Musikverkäufe (Land/Region, Auszeichnung, Verkäufe) | Verkäufe |
| --------------- | ---------------------------------------------------------------------- | -------- |
| Dänemark (IFPI) | Gold                                                                   | 50.000   |
| Insgesamt       | 1× Gold ·                                                              | 50.000   |

### Part of Me
| Land/Region     | Auszeichnungen für Musikverkäufe (Land/Region, Auszeichnung, Verkäufe) | Verkäufe  |
| --------------- | ---------------------------------------------------------------------- | --------- |
| Dänemark (IFPI) | Platin                                                                 | 1.800.000 |
| Insgesamt       | 1× Platin ·                                                            | 1.800.000 |

### Wide Awake
| Land/Region     | Auszeichnungen für Musikverkäufe (Land/Region, Auszeichnung, Verkäufe) | Verkäufe |
| --------------- | ---------------------------------------------------------------------- | -------- |
| Dänemark (IFPI) | Gold                                                                   | 900.000  |
| Insgesamt       | 1× Gold ·                                                              | 900.000  |

### Roar
| Land/Region          | Auszeichnungen für Musikverkäufe (Land/Region, Auszeichnung, Verkäufe) | Verkäufe  |
| -------------------- | ---------------------------------------------------------------------- | --------- |
| Dänemark (IFPI)      | 2× Platin                                                              | 3.600.000 |
| Spanien (Promusicae) | Gold                                                                   | 4.000.000 |
| Insgesamt            | 1× Gold · 2× Platin ·                                                  | 7.600.000 |

### Unconditionally
| Land/Region     | Auszeichnungen für Musikverkäufe (Land/Region, Auszeichnung, Verkäufe) | Verkäufe |
| --------------- | ---------------------------------------------------------------------- | -------- |
| Dänemark (IFPI) | Gold                                                                   | 900.000  |
| Insgesamt       | 1× Gold ·                                                              | 900.000  |

### Dark Horse
| Land/Region          | Auszeichnungen für Musikverkäufe (Land/Region, Auszeichnung, Verkäufe) | Verkäufe   |
| -------------------- | ---------------------------------------------------------------------- | ---------- |
| Dänemark (IFPI)      | 2× Platin                                                              | 5.200.000  |
| Spanien (Promusicae) | Platin                                                                 | 8.000.000  |
| Insgesamt            | 3× Platin ·                                                            | 13.200.000 |

### Black Widow(Iggy Azalea)
| Land/Region          | Auszeichnungen für Musikverkäufe (Land/Region, Auszeichnung, Verkäufe) | Verkäufe  |
| -------------------- | ---------------------------------------------------------------------- | --------- |
| Dänemark (IFPI)      | Platin                                                                 | 1.800.000 |
| Spanien (Promusicae) | Gold                                                                   | 4.000.000 |
| Insgesamt            | 1× Gold · 1× Platin ·                                                  | 5.800.000 |

### This Is How We Do
| Land/Region     | Auszeichnungen für Musikverkäufe (Land/Region, Auszeichnung, Verkäufe) | Verkäufe  |
| --------------- | ---------------------------------------------------------------------- | --------- |
| Dänemark (IFPI) | Gold                                                                   | 1.300.000 |
| Insgesamt       | 1× Gold ·                                                              | 1.300.000 |

## Auszeichnungen nach Videoalben

### Katy Perry: Part of Me
| Land/Region                  | Auszeichnungen für Musikverkäufe (Land/Region, Auszeichnung, Verkäufe) | Verkäufe |
| ---------------------------- | ---------------------------------------------------------------------- | -------- |
| Vereinigtes Königreich (BPI) | Platin                                                                 | 50.000   |
| Insgesamt                    | 1× Platin ·                                                            | 50.000   |

### The Prismatic World Tour
| Land/Region       | Auszeichnungen für Musikverkäufe (Land/Region, Auszeichnung, Verkäufe) | Verkäufe |
| ----------------- | ---------------------------------------------------------------------- | -------- |
| Australien (ARIA) | 2× Platin                                                              | 30.000   |
| Brasilien (PMB)   | Platin                                                                 | 30.000   |
| Insgesamt         | 3× Platin ·                                                            | 60.000   |

## Statistik und Quellen
| Land/RegionAuszeichnungen für Musikverkäufe (Land/Region, Auszeichnungen, Verkäufe, Quellen) | Silber     | Gold         | Platin         | Diamant       | Verkäufe    | Quellen                                                   |
| -------------------------------------------------------------------------------------------- | ---------- | ------------ | -------------- | ------------- | ----------- | --------------------------------------------------------- |
| Argentinien (CAPIF)                                                                          | —          | Gold1        | —              | —             | 20.000      | Einzelnachweise                                           |
| Australien (ARIA)                                                                            | —          | 9× Gold9     | 189× Platin189 | —             | 13.372.000  | aria.com.au                                               |
| Belgien (BRMA)                                                                               | —          | 9× Gold9     | Platin1        | —             | 165.000     | ultratop.be                                               |
| Brasilien (PMB)                                                                              | —          | 9× Gold9     | 38× Platin38   | 27× Diamant27 | 8.210.000   | pro-musicabr.org.br                                       |
| Chile (IFPI)                                                                                 | —          | Gold1        | 3× Platin3     | —             | 52.500      | Einzelnachweise                                           |
| Dänemark (IFPI)                                                                              | —          | 12× Gold12   | 26× Platin26   | —             | 1.140.000   | ifpi.dk                                                   |
| Deutschland (BVMI)                                                                           | —          | 16× Gold16   | 12× Platin12   | —             | 5.950.000   | musikindustrie.de                                         |
| Ecuador (SOPROFON)                                                                           | —          | —            | Platin1        | —             | 6.000       | Einzelnachweise                                           |
| Europa (IFPI)                                                                                | —          | —            | 2× Platin2     | —             | (2.000.000) | ifpi.org (Memento vom 1. Januar 2014 im Internet Archive) |
| Finnland (IFPI)                                                                              | —          | Gold1        | 3× Platin3     | —             | 68.651      | ifpi.fi                                                   |
| Frankreich (SNEP)                                                                            | —          | 5× Gold5     | 5× Platin5     | Diamant1      | 2.296.998   | infodisc.fr snepmusique.com                               |
| Golf-Kooperationsrat (IFPI)                                                                  | —          | Gold1        | —              | —             | 3.000       | ifpi.org                                                  |
| Indien (IMI)                                                                                 | —          | —            | 8× Platin8     | —             | 240.000     | Einzelnachweise                                           |
| Indonesien (ASIRI)                                                                           | —          | —            | 2× Platin2     | —             | 20.000      | Einzelnachweise                                           |
| Irland (IRMA)                                                                                | —          | —            | 3× Platin3     | —             | 52.500      | irishcharts.ie                                            |
| Italien (FIMI)                                                                               | —          | 12× Gold12   | 23× Platin23   | —             | 1.230.000   | fimi.it                                                   |
| Japan (RIAJ)                                                                                 | —          | 4× Gold4     | —              | —             | 400.000     | riaj.or.jp JP2                                            |
| Kanada (MC)                                                                                  | —          | 5× Gold5     | 109× Platin109 | 6× Diamant6   | 12.500.000  | musiccanada.com                                           |
| Kolumbien (ASINCOL)                                                                          | —          | —            | 4× Platin4     | —             | 40.000      | Einzelnachweise                                           |
| Mexiko (AMPROFON)                                                                            | —          | 13× Gold13   | 16× Platin16   | —             | 1.320.000   | amprofon.com.mx                                           |
| Neuseeland (RMNZ)                                                                            | —          | 7× Gold7     | 69× Platin69   | —             | 1.510.500   | aotearoamusiccharts.co.nz NZ2 NZ3                         |
| Niederlande (NVPI)                                                                           | —          | 2× Gold2     | Platin1        | —             | 85.000      | nvpi.nl                                                   |
| Norwegen (IFPI)                                                                              | —          | 8× Gold8     | 53× Platin53   | —             | 2.810.000   | ifpi.no NO2                                               |
| Österreich (IFPI)                                                                            | —          | 5× Gold5     | 22× Platin22   | —             | 662.500     | ifpi.at                                                   |
| Peru (UNIMPRO)                                                                               | —          | —            | 3× Platin3     | —             | 18.000      | Einzelnachweise                                           |
| Philippinen (PARI)                                                                           | —          | —            | 5× Platin5     | —             | 80.000      | Einzelnachweise                                           |
| Polen (ZPAV)                                                                                 | —          | 4× Gold4     | 10× Platin10   | —             | 375.000     | olis.pl                                                   |
| Portugal (AFP)                                                                               | —          | 2× Gold2     | 8× Platin8     | —             | 150.000     | Einzelnachweise                                           |
| Schweden (IFPI)                                                                              | —          | 3× Gold3     | 22× Platin22   | —             | 1.030.000   | sverigetopplistan.se                                      |
| Schweiz (IFPI)                                                                               | —          | 6× Gold6     | 5× Platin5     | —             | 230.000     | hitparade.ch                                              |
| Singapur (RIAS)                                                                              | —          | —            | 2× Platin2     | —             | 20.000      | rias.org.sg                                               |
| Spanien (Promusicae)                                                                         | —          | 11× Gold11   | 12× Platin12   | —             | 830.000     | elportaldemusica.es promusicae.es                         |
| Südkorea (KMCA)                                                                              | —          | —            | —              | —             | 299.098     | Einzelnachweise                                           |
| Thailand (TECA)                                                                              | —          | —            | 2× Platin2     | —             | 20.000      | Einzelnachweise                                           |
| Vereinigte Staaten (RIAA)                                                                    | —          | 10× Gold10   | 77× Platin77   | 7× Diamant7   | 150.086.000 | riaa.com                                                  |
| Vereinigtes Königreich (BPI)                                                                 | 7× Silber7 | 5× Gold5     | 47× Platin47   | —             | 28.914.000  | bpi.co.uk                                                 |
| Zentralamerika (CFC)                                                                         | —          | Gold1        | —              | —             | 5.000       | Einzelnachweise                                           |
| Insgesamt                                                                                    | 7× Silber7 | 162× Gold162 | 783× Platin783 | 41× Diamant41 |             |                                                           |